# Фомина, Ольга Игоревна
О́льга И́горевна Фомина́ (Черноива́ненко) (17 апреля 1989, Куйбышев) — российская гандболистка, правая крайняя. Заслуженный мастер спорта России (2021).

## Биография
Окончила Тольяттинский государственный университет.
С 2003 года Ольга Черноиваненко — основной игрок команды суперлиги ГК «Лада»(Тольятти). Ольга Черноиваненко — чемпионка России 2002, 2004, 2005, 2006 годов среди девушек 1989 года рождения. В составе молодёжной сборной страны играла в финале Открытого чемпионата Европы 2006 года среди юниорок в Швеции, а также в финале Лиги чемпионов ЕГФ 2007 года. Обладатель кубка ЕГФ 2012,2014 годов.
В 2016 году подписала контракт с клубом «Ростов-Дон».
Чемпионка России в составе ГК «Лада» 2008 года.
С 2010 года Ольга Черноиваненко является игроком национальной сборной России.

## Награды
- Медаль ордена «За заслуги перед Отечеством» I степени (11 августа 2021 года) — за большой вклад в развитие отечественного спорта, высокие спортивные достижения, волю к победе, стойкость и целеустремленность, проявленные на Играх XXXII Олимпиады 2020 года в городе Токио (Япония)[3].